# Dred Scott v. Sandford

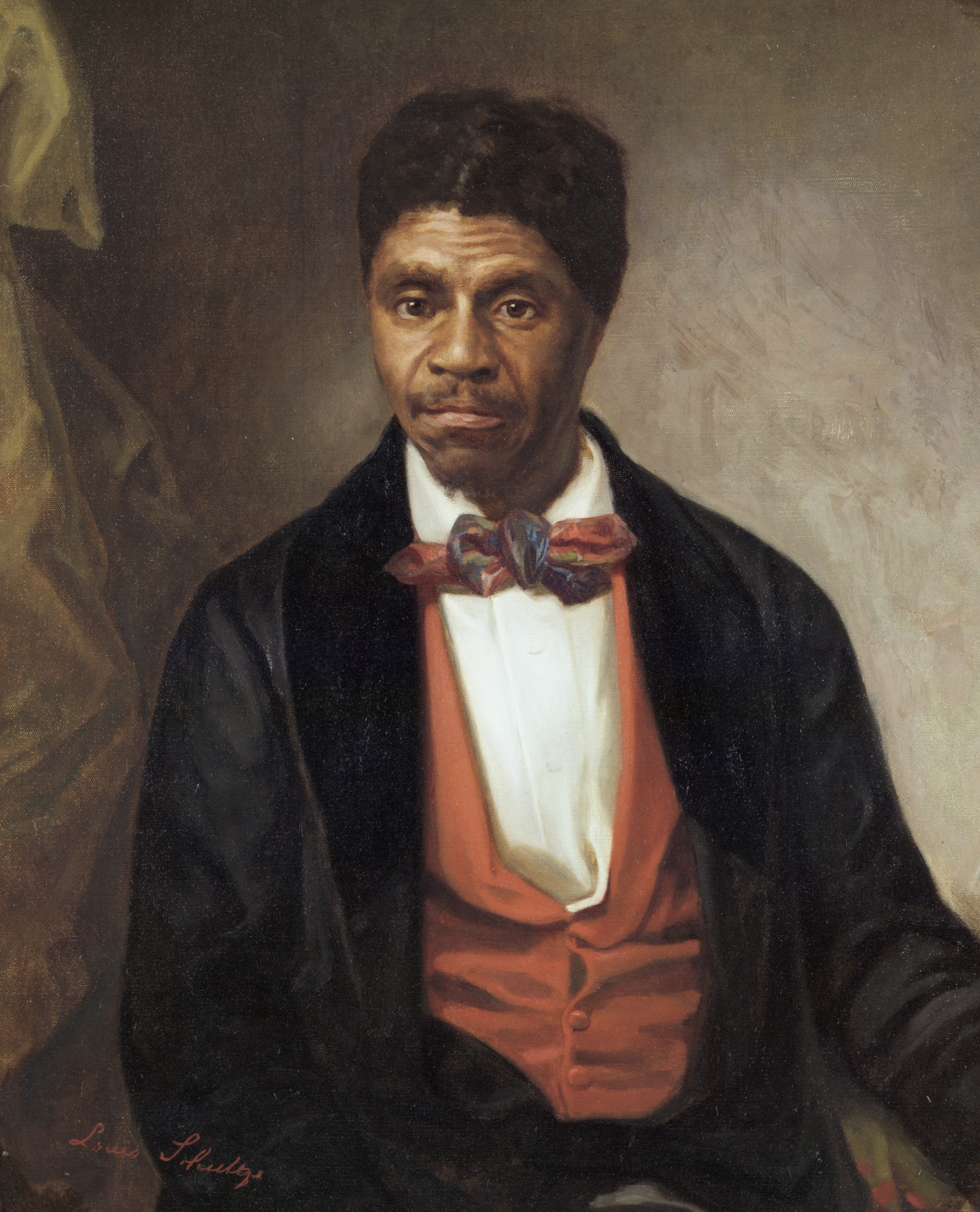
Dred Scott

De zaak Dred Scott vs. Sandford was een Amerikaanse rechtszaak in de jaren jaren-1850, waarbij een slaaf zijn vrijheid trachtte te verkrijgen. Uiteindelijk werd de zaak in 1857 door het Amerikaanse Hooggerechtshof in het voordeel van Scotts eigenaar beslecht. Daarenboven luidde de opinie van het Hof, uitgesproken door opperrechter Roger Brooke Taney, dat zwarten geen staatsburgers konden zijn en dat het federale parlement niet de macht had slavernij te verbieden. Deze uitspraak droeg bij aan de verkiezing van de anti-slavernijkandidaat Abraham Lincoln en uiteindelijk aan het uitbreken van de Amerikaanse Burgeroorlog.

## Dred Scotts levensloop
Dred Scott (Virginia, rond 1800 - 17 februari 1858) werd als slaaf geboren, eigendom van Peter Blow, die Scott in 1830 aan John Emerson verkocht. 6 jaar later werd Emerson, die in het leger diende, naar Fort Snelling gestuurd, een fort in wat nu de staat Minnesota is. In het territorium was slavernij, onder de provisies van het Missouri-compromis uit 1820, verboden. Scott trouwde in Fort Snelling met de slavin Harriet Robinson en in 1840 verhuisden zij met Emerson naar St. Louis, Missouri.
In 1846 overleed Emerson en werd Scott eigendom van diens zwager, John Sanford. Scott spande een rechtszaak aan om zijn vrijheid te verkrijgen met als argument dat zijn periode in Fort Snelling, waar slavernij verboden was, betekende dat hij voor altijd vrij zou zijn. Aanvankelijk kreeg hij in 1850 gelijk maar bij hoger beroep bepaalde het Hooggerechtshof van Missouri dat Scott nog steeds eigendom van Sanford was. Ook een hoger beroep aan het US Circuit Court van Missouri in 1854 liep in Scotts nadeel af.

## Cassatie
In het voorjaar van 1856 kwam de zaak terecht bij het Amerikaanse Hooggerechtshof, het Supreme Court. Scott werd hierbij verdedigd door onder andere een latere minister in het kabinet van toekomstig president Abraham Lincoln. De zaak duurde bijna een jaar vooraleer het hof in een 7-2 beslissing in het nadeel van Scott besloot. Een van de argumenten hierbij was het feit dat Scott als zwart persoon geen staatsburger van de Verenigde Staten was en daardoor niet het recht had een rechtszaak in federale gerechtshoven aan te spannen en het hoogste hof in de staat Missouri, waarvan Scott wel burger was, besliste dat Scott nog immer slaaf was. Opperrechter Roger Brooke Taney schreef een meerderheidsopinie die ook de constitutionaliteit van het Missouri Compromis afwees en stelde dat het Vijfde amendement van de Amerikaanse Grondwet bepaalde dat een eigenaar niet zijn eigendommen afhandig gemaakt kan worden en dat dit ook sloeg op slaven die in vrije staten verbleven.
Twee rechters van het Hooggerechtshof schreven een dissent, een opinie van de minderheid van het hof. Benjamin R. Curtis vond dat, aangezien zwarten al lange tijd in sommige vrije staten als staatsburgers werden gezien, hen dat recht nu niet kon worden afgenomen. Ook de Republikeinse Partij, die kort hiervoor was opgericht, stond lijnrecht tegenover de beslissing van het Hof, met Abraham Lincoln voorop.

## Nasleep
Kort na afloop van de rechtszaak kocht de zoon van Scotts originele eigenaar, Peter Blow, hem en zijn familie en schonk hun de vrijheid. Een jaar later, op 17 februari 1858 overleed Scott als vrij man.
De rechtszaak had ook nationale gevolgen. Het polariseerde de spanningen tussen het vrije noorden en de slavenstaten van het zuiden in hoge mate en droeg in belangrijke mate bij aan de groei in populariteit van de Republikeinse Partij in het noorden en de verkiezing, in 1860, van Lincoln tot president van de VS. In 1861 brak vervolgens de Amerikaanse Burgeroorlog uit. Op 1 januari 1863 riep Lincoln de Emancipation Proclamation uit die slaven in de rebellerende staten tijdens de burgeroorlog bevrijdde en in 1865 werd slavernij via het Dertiende amendement op de Grondwet afgeschaft. Het Veertiende amendement, in 1868 geratificeerd, verklaarde vervolgens dat elke persoon geboren in de VS en burger van één der staten ook staatsburger van de Verenigde Staten was. Hiermee werd Taneys beslissing in Scott v. Sandford feitelijk tenietgedaan.